# Бесхмельниціна Ольга Миколаївна
Ольга Миколаївна Бесхмельниціна — українська продюсерка, виконавчий директор Фонду культурної дипломатії UART, Голова правління Української кіноакадемії, співзасновниця та співавторка двох видань англомовного путівника Kyiv by locals [Архівовано 10 листопада 2019 у Wayback Machine.]

## Життєпис
Закінчила КНУБІП (2012), спеціальність «Режисура».
Навчалася в Українській академії зовнішньої торгівлі, спеціальність «Міжнародна економіка». 
Випускниця курсу "Школа стратегічного архітектора" Києво-могилянська бізнес школа (2021), "Цінності і суспільство" Аспен Інститут (2018).
Розпочала кар'єру в якості помічника продюсера в Українській кіноасоціації у 2012 році. Незабаром стала продюсером кінокомпанії MaGiKa Film. Співпрацює з продакшен-студіями Digital Religion та ESSE Production House.
Працює виконавчим директором у Фонді культурної дипломатії UART
Є співзасновницею та співавторкою двох видань англомовного путівника Kyiv by locals

## Творчість
Продюсувала:
- документальний фільм Жива ватра, режисер Остап Костюк (2014)
- документальний фільм Вагрич и чёрный квадрат (2014)
- анімаційний фільм «Причинна» Андрія Щербака (2017)
- короткометражний фільм «Анна») Декеля Беренсона (2019, представлений у Каннах та Торонто)
- документальний фільм «Панорама» Юрія Шилова (2019),
- документальний екшн «Байконур. Вторгнення» проєкту Insiders Project (2019, особлива відзнака IDFF Artdocfest 2020 у Ризі)
- документальний фільм "Червона лінія. Корупція [Архівовано 16 грудня 2020 у Wayback Machine.]" (Українська правда, 2020)
- документальний фільм "Земля Івана" Андрія Лисецького (2020, Переможець Національного конкурсу Кінофестивалю Kharkiv MeetDocs 2021, номінант Національної премії кінокритиків «Кіноколо»)
- Бес (Demon) Єгора Трояновського (2020)
- Документальний серіал Колапс. Як українці зруйнували імперію зла (Суспільне, 2021)
- фільм Стоп-Земля Катерини Горностай (2021, Crystal Bear Berlinale, гран-прі Odesa International Film Festival, нагорода фестивалю Fünf Seen Filmfestival, номінант Національної премії кінокритиків «Кіноколо»)

## Громадська діяльність
Голова правління Української кіноакадемії